# 愛知県道178号明知小牧線
愛知県道178号明知小牧線（あいちけんどう178ごう あけちこまきせん）は、愛知県小牧市北東部を東西に走る県道。東側で二股に分かれており、一方は同県春日井市北東部に、もう一方は小牧東IC方面へと向かう。

## 概要

### 路線データ

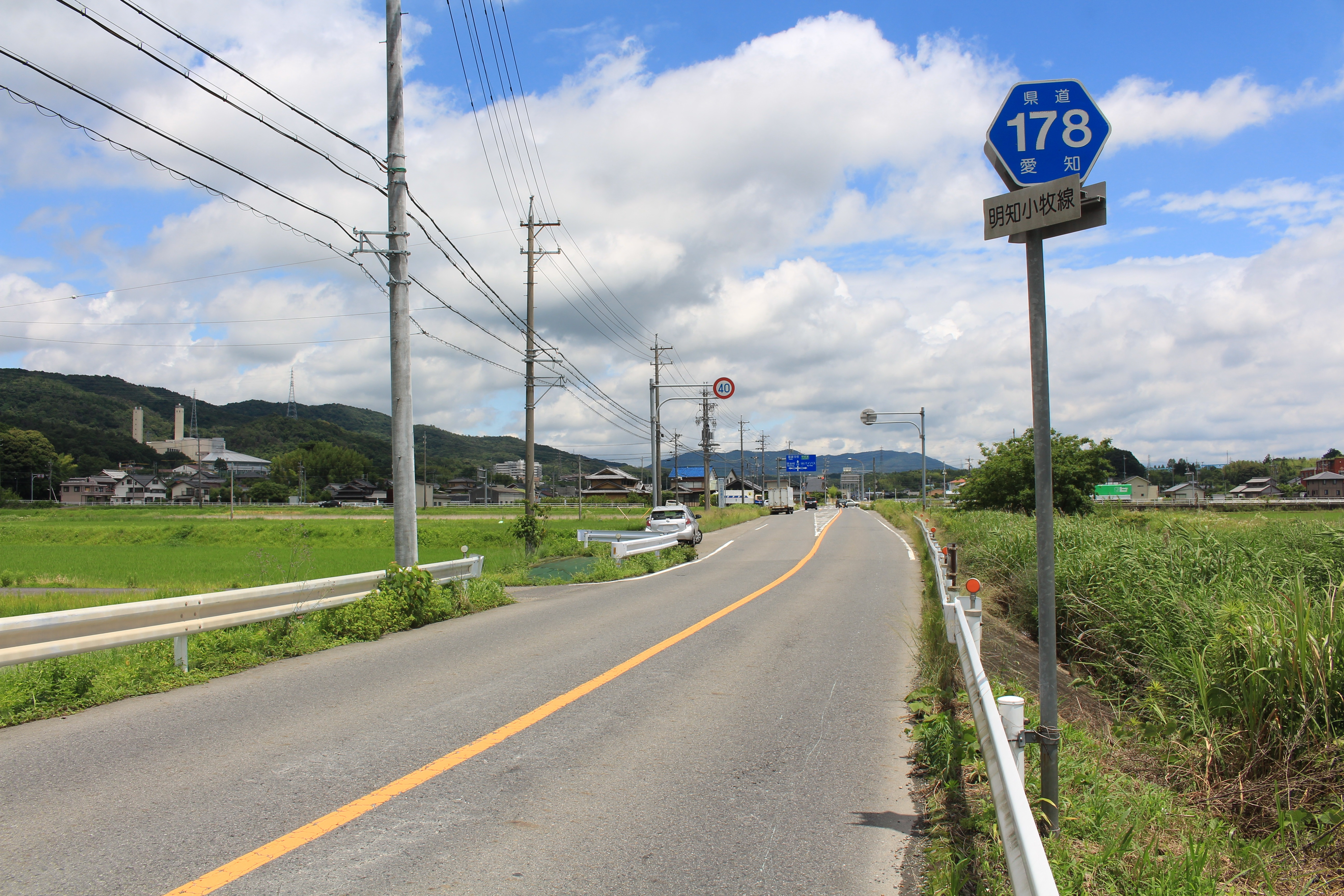
愛知県道178号明知小牧線、小牧市野口にて

- 起点：愛知県春日井市神屋町（中新田西交差点）
- 起点：愛知県小牧市篠岡大山
- 分岐点：愛知県小牧市篠岡大山（東洞交差点）
- 終点：愛知県小牧市本庄（本庄交差点）

## 沿革
- 1959年12月15日：認定

## 地理

### 通過する自治体
- 愛知県
  - 春日井市 - 小牧市

### 接続する道路
- 国道19号（春日井バイパス）（中新田東・西交差点）
- 愛知県道49号春日井犬山線（小牧市大山地内）

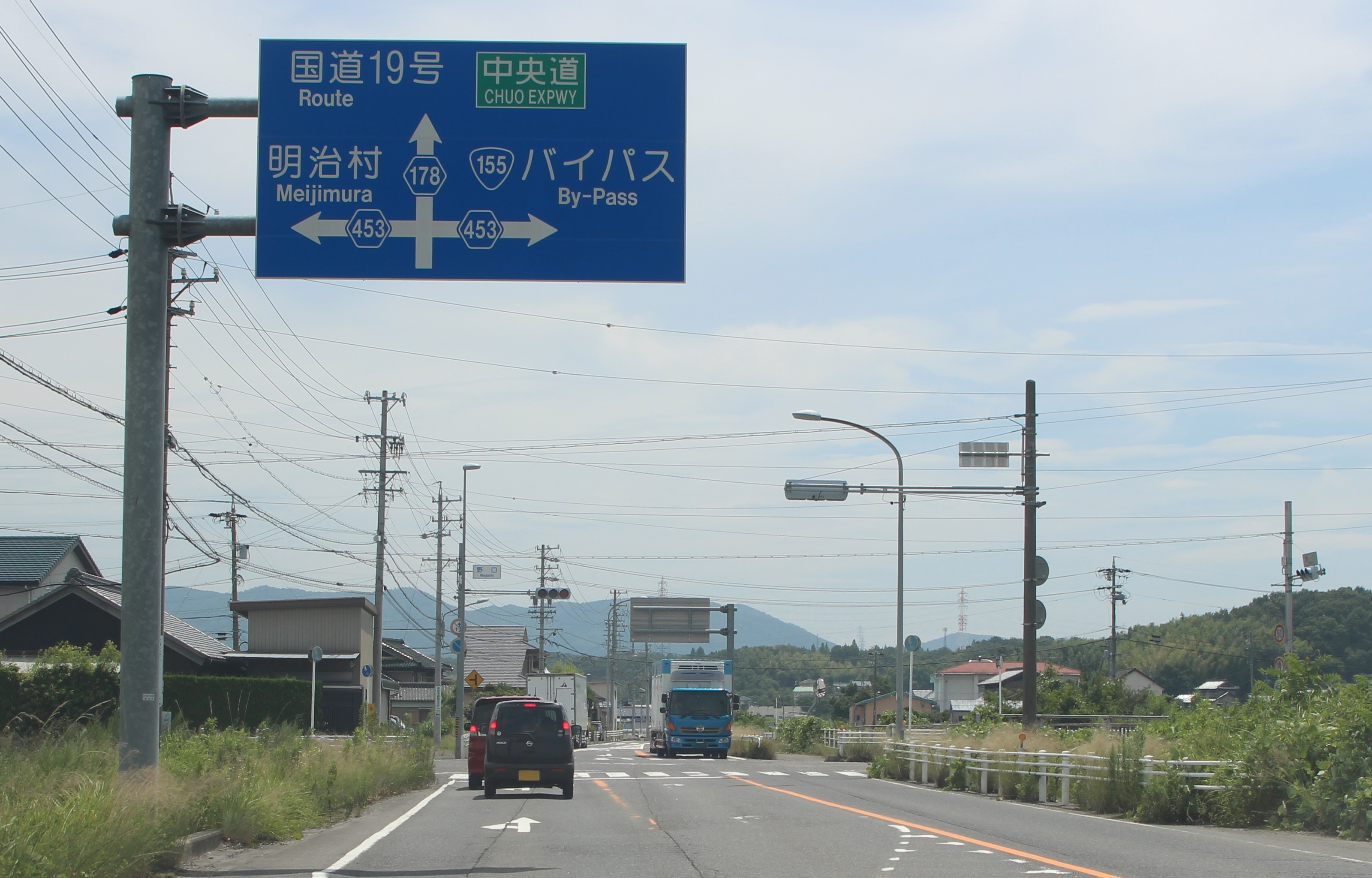
愛知県道453号明治村小牧線との野口交差点

- 愛知県道453号明治村小牧線（野口交差点）
- 愛知県道195号荒井大草線（池之内交差点）
- 愛知県道27号春日井各務原線（本庄交差点）

### 沿線
- 中央自動車道
- 大山川